# Герб Стародубського району
Герб Стародубського району - офіційний символ муніципального утворення Стародубський район Брянської області Російської Федерації, що знаходиться на території української історичної землі Стародубщина. 
Герб району затверджений рішенням районної Ради народних депутатів Стародубського району № 190 від 22 лютого 2011 року.
Герб підлягає внесенню до Державного геральдичного регістру Російської Федерації. 

## Опис герба
«У срібному полі чорний з зеленим листям на лівій стороні старий дуб, супроводжуваний покладеною в пояс і обплетеною корінням дуба червоною козацької шашкою із золотим темляком, а по боках - двома зростаючими з дуба від одного кореня зеленими пшеничними колосками». 

## Обґрунтування символіки герба

Герб Стародуба на магістратській печатці (1696)

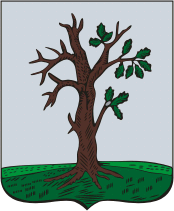
Герб міста Стародуба (1782 рік)

За основу композиції узятий старий дуб - символ довголіття, міцності, сили. Зелений колір листя дуба і пшеничних колосків символізує надію, достаток, свободу і радість, що приносить району сільське господарство, яке алегорично відображено колоссям. 
Козача шашка символізує постійну готовність стати на захист інтересів своєї Батьківщини і рідного краю. Крім того нагадує про те, що м. Стародуб (центр Стародубського району) на початку XVIII ст. став полковим містом Гетьманщини. Стародубський полк брав участь у багатьох битвах (на гербі це виражено червоним кольором шаблі, який символізує хоробрість і кров, пролиту в боротьбі) і був ліквідований 1782 р. Але козацьке стан продовжувало існувати. Найбільше число козаків проживало і працювало в населених пунктах Стародубського району та навіть, не маючи своєї територіальності, вони не втрачали своєї історії, традиції, духу. Відродження козацтва, вихованого на товаристві і патріотизм, спонукало стародубців у 1990-ті рр. створити свій полк. Метою відродженого козачого полку стало виховання нових поколінь на прикладі славних традицій предків. 